# Echipa națională de handbal feminin a Poloniei
Echipa feminină de handbal a Poloniei este echipa națională care reprezintă Polonia în competițiile interțări oficiale sau amicale de handbal feminin. Echipa este guvernată de Federația Poloneză de Handbal.

### Rezultate la Campionatul Mondial

#### Campionatul Mondial în sală (în 7 jucătoare)
(Referință)
| An     | Poziție  |
| ------ | -------- |
| 2021   | locul 15 |
| 2017   | locul 17 |
| 2015   | locul 4  |
| 2013   | locul 4  |
| 2007   | locul 11 |
| 2005   | locul 19 |
| / 1999 | locul 11 |
| 1997   | locul 8  |
| 1993   | locul 10 |
| 1990   | locul 9  |
| 1986   | locul 13 |
| 1978   | locul 6  |
| 1975   | locul 7  |
| 1973   | locul 5  |
| 1965   | locul 8  |
| 1962   | locul 7  |
| 1957   | locul 7  |

#### Campionatul Mondial pe teren de sport (în 11 jucătoare)
| An   | Poziție |
| ---- | ------- |
| 1960 | locul 6 |

### Rezultate la Campionatele Europene
| An   | Poziție  |
| ---- | -------- |
| 2022 | locul 13 |
| 2020 | locul 14 |
| 2018 | locul 14 |
| 2016 | locul 15 |
| 2014 | locul 11 |
| 2006 | locul 8  |
| 1998 | locul 5  |
| 1996 | locul 11 |

### Rezultate în alte competiții
- Trofeul Carpați 2017: Câștigătoare
- Trofeul Carpați 2010: locul 2
- Cupa Mondială GF 2006: locul 7
- Trofeul Carpați 1988: locul 2
- Trofeul Carpați 1985: locul 2
- Trofeul Carpați 1984: locul 3

## Antrenori
- Antoni Szymański (1951 – 1953)
- Tadeusz Breguła (1953 – 1956)
- Władysław Stawiarski (1956 – 1959)
- Edward Surdyka (1960 – 1965)
- Józef Zając (1966 – 1969)
- Paweł Wiśniowski (1969 – 1971)
- Leon Nosila (1971 – 1973)
- Zygmunt Jakubik (1973 – 1977)
- Mieczysław Kiegiel (1977 – 1979)
- Tadeusz Wadych (1980 – 1982)
- Bogdan Cybulski (1982 – 1986)
- Jerzy Noszczak (1987 – 1994)
- Jerzy Ciepliński (1994 – 2000)
- Marek Karpiński (2000 – 2003)
- Zygfryd Kuchta (2003 – 2006)
- Jerzy Ciepliński (2006)
- Zenon Łakomy (2006 – 2008)
- Krzysztof Przybylski (2008 – 2010)
- Kim Rasmussen (2010 – 2016)
- Leszek Krowicki (2016 – 2019)
- Arne Senstad (din 2019)

## Echipa
Echipa a fost anunțată pe 11 octombrie 2022.
Antrenor principal:  Arne Senstad
| Nr. | Post            | Nume                 | Data nașterii (vârsta) | Înălțime | Selecții | Goluri | Echipă                  |
| --- | --------------- | -------------------- | ---------------------- | -------- | -------- | ------ | ----------------------- |
| 4   | Pivot           | Aleksandra Olek      | 31 octombrie 2000      | 1,79 m   | 0        | 0      | KPR Kobierzyce          |
| 6   | Centru          | Emilia Galińska      | 26 decembrie 1992      | 1,75 m   | 18       | 8      | MKS Zagłębie Lubin      |
| 7   | Extremă dreapta | Aneta Łabuda         | 7 ianuarie 1995        | 1,60 m   | 54       | 111    | MKS Zagłębie Lubin      |
| 8   | Inter dreapta   | Monika Kobylińska    | 9 aprilie 1995         | 1,77 m   | 83       | 255    | Brest Bretagne Handball |
| 9   | Extremă dreapta | Magda Balsam         | 20 iunie 1996          | 1,72 m   | 21       | 44     | TuS Metzingen           |
| 11  | Extremă stânga  | Mariola Wiertelak    | 8 octombrie 1991       | 1,62 m   | 5        | 15     | KPR Kobierzyce          |
| 13  | Pivot           | Sylwia Matuszczyk    | 11 iunie 1992          | 1,72 m   | 35       | 62     | Eurobud JKS Jarosław    |
| 16  | Portar          | Adrianna Płaczek     | 10 decembrie 1993      | 1,74 m   | 72       | 0      | Neptunes de Nantes      |
| 18  | Centru          | Aleksandra Tomczyk   | 19 octombrie 1994      | 1,71 m   | 0        | 0      | KPR Kobierzyce          |
| 21  | Portar          | Barbara Zima         | 14 ianuarie 2000       | 1,89 m   | 15       | 1      | KPR Kobierzyce          |
| 22  | Inter stânga    | Aleksandra Rosiak    | 7 iulie 1997           | 1,82 m   | 43       | 85     | RK Krim                 |
| 39  | Inter dreapta   | Natalia Nosek        | 20 aprilie 1998        | 1,79 m   | 37       | 72     | ESBF Besançon           |
| 40  | Extremă stânga  | Daria Michalak       | 12 decembrie 1995      | 1,71 m   | 27       | 43     | MKS Zagłębie Lubin      |
| 49  | Inter stânga    | Karolina Kochaniak   | 5 iulie 1995           | 1,75 m   | 19       | 24     | MKS Zagłębie Lubin      |
| 66  | Pivot           | Joanna Andruszak     | 2 aprilie 1994         | 1,85 m   | 55       | 72     | MKS Lublin              |
| 89  | Centru          | Kinga Achruk         | 9 septembrie 1989      | 1,81 m   | 204      | 558    | MKS Lublin              |
| 96  | Extremă stânga  | Dagmara Nocuń        | 2 ianuarie 1996        | 1,60 m   | 33       | 50     | TuS Metzingen           |
| 99  | Portar          | Monika Maliczkiewicz | 15 aprilie 1988        | 1,80 m   | 33       | 1      | MKS Zagłębie Lubin      |